# Classe Nautilus (incrociatore)
La classe Nautilus fu una classe di incrociatori posamine della Kaiserliche Marine tedesca, composta da due unità entrate in servizio tra il 1907 e il 1908.
Entrambe le unità (Nautilus e Albatros) operarono in seno alla Hochseeflotte negli anni precedenti la prima guerra mondiale salvo essere poi poste in riserva. Riattivate allo scoppio delle ostilità, le due unità parteciparono alla posa dei campi minati difensivi tedeschi nel Mare del Nord per poi operare più intensamente nel teatro del mar Baltico contro i russi; il 2 luglio 1915, nel corso della battaglia di Gotland, l'Albatros fu gravemente danneggiato dal tiro di incrociatori russi finendo spiaggiato sulla costa dell'isola di Gotland, dove fu internato fino alla fine delle ostilità dalle autorità della neutrale Svezia. Il Nautilus continuò a operare nel Baltico come unità per le operazioni anfibie, partecipando all'operazione Albion e all'intervento tedesco nella guerra civile finlandese; entrambe le unità furono radiate a ostilità concluse e avviate alla demolizione entro il 1928.

## Il progetto

### Caratteristiche generali

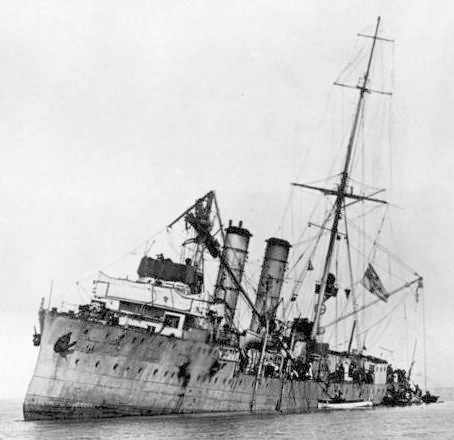
LAlbatros spiaggiato sulla costa dell'isola di Gotland

Le due unità differivano tra loro per alcune caratteristiche. Lo scafo della capoclasse Nautilus era lungo fuori tutto 98,2 metri, largo 11,2 metri e con un pescaggio massimo di 4,42 metri a prua; l'Albatros era leggermente più grande, con uno scafo lungo fuori tutto 100,9 metri, largo 11,9 metri e con un pescaggio di 4,4 metri. Il dislocamento a vuoto del Nautilus ammontava a 1.975 tonnellate mentre quello a pieno carico raggiungeva le 2.345 tonnellate, l'Albatros invece raggiungeva le 2.208 tonnellate a vuoto e le 2.506 tonnellate a pieno carico. Tra il 1909 e il 1910 il Nautilus fu sottoposto a lavori di modernizzazione nei cantieri della Kaiserliche Werft Kiel che comportarono l'allungamento del suo sbalzo di poppa di 2,7 metri con conseguente aumento della lunghezza dello scafo a 100,9 metri.
Lo scafo era composto da paratie longitudinali e trasversali in acciaio, ed era diviso in nove compartimenti stagni con un doppio fondo esteso per il 60% della lunghezza dello scafo; entrambe le unità erano dotate di due alberi sormontati da una coffa, e di due fumaioli ben spaziati. Le due unità differivano invece per la forma della prua: il Nautilus disponeva di una prua arcuata o "a clipper", mentre l'Albatros aveva una prua a rostro come gli altri incrociatori leggeri tedeschi suoi contemporanei; l'Albatros disponeva poi di un castello di prua più alto che si estendeva fino alla base dell'albero anteriore, mentre il Nautilus fu completato con un ponte di sovrastruttura che aveva inizio appena dietro l'albero anteriore.
Su entrambe le unità lo sterzo era controllato tramite un unico timone; le unità erano di facile controllo e godevano di un raggio di virata ridotto, ma tendevano a ruotare il presenza di vento forte e ad andare alla deriva mentre procedevano in mare aperto. L'equipaggio originario ammontava a dieci ufficiali e 191 tra sottufficiali e marinai, ma fu poi aumentato a 11 ufficiali e 197 uomini; le dotazioni di bordo comprendevano diverse piccole imbarcazioni tra cui due lance di picchetto, una lancia, due iolle e un dinghy, per la cui movimentazione era disponibile una grossa gru fissata all'albero di poppa.

### Apparato propulsivo
Entrambi i Nautilus erano propulsi da due motori a vapore a tripla espansione da 3 cilindri l'uno, i quali azionavano due alberi motore terminanti in un'elica a quattro pale di 3,2 metri di diametro; il vapore per i motori era generato da quattro caldaie a tubi d'acqua divise in quattro sale macchina distinte, mentre la fornitura di energia elettrica era garantita da due turbo generatori capaci di erogare 90 kilowatt a 110 Volt.
I motori delle unità generavano una potenza di 6.600 ihp (4.900 kW) che garantiva una velocità di progetto ammontante a 20 nodi (37 km/h), valore leggermente superato da entrambe le unità nel corso delle prove in mare: il Nautilus fece registrare una velocità massima di 20,8 nodi (38,5 km/h) e l'Albatros una di 20,2 nodi (37,4 km/h). Le stive delle navi potevano imbarcare 200 tonnellate di carbone, ma impiegando lo spazio ausiliario si poteva arrivare fino a 490 tonnellate sul Nautilus e a 526 tonnellate sull'Albatros, valori che garantivano un'autonomia compresa tra le 3.530 e le 3.680 miglia nautiche alla velocità di 9 nodi (6.540/6.820 km a 17 km/h).

### Armamento
I Nautilus erano armati con una batteria di otto cannoni da 8,8 cm SK L/35 in impianti singoli: due pezzi erano installati suo castello di prua l'uno a fianco dell'altro, quattro erano piazzati sulla sovrastruttura a cento nave due per lato, e gli ultimi due erano affiancati sul castello di poppa; i pezzi disponevano di una riserva complessiva di 2.000 colpi, ed erano capaci di una gittata massima di 9.100 metri. Il Nautilus inizialmente poteva imbarcare e rilasciare fino a 186 mine navali, cifra aumentata poi a 205 mine, mentre l'Albatros poteva disporre di 288 mine. Nel 1918 il Nautilus fu modificato per trasformarlo in nave d'appoggio per le operazioni anfibie, e tutto l'armamento originario fu eliminato e rimpiazzato con due cannoni da 7,6 cm, due cannoni antiaerei da 2 cm, 24 mitragliatrici, due lanciafiamme e quattro lancia mine.

## Unità
| Nome     | Costruttore | Impostazione | Varo            | Entrata in servizio | Destino finale |
| -------- | ----------- | ------------ | --------------- | ------------------- | --- |
| Nautilus | AG Weser    | 1905         | 28 agosto 1906  | 19 marzo 1907       | radiato il 21 marzo 1919 e trasformato in pontone; venduto per la demolizione nell'aprile 1928 |
| Albatros | AG Weser    | 1907         | 30 ottobre 1907 | 19 maggio 1908      | danneggiato e incagliato nel corso della battaglia di Gotland il 2 luglio 1915; recuperato e internato in Svezia fino alla conclusione delle ostilità, lo scafo fu venduto per la demolizione nel marzo 1920 |